# Boëre
Die Boëre ist ein kleiner Fluss in Frankreich, der im Département Vendée in der Region Pays de la Loire fließt. Sie entspringt unter dem Namen Ruisseau de la Courbe im östlichen Gemeindegebiet von Aizenay, entwässert generell in südwestliche Richtung durch die Naturlandschaft Bocage Vendéen und mündet nach insgesamt rund 15 Kilometern an der Gemeindegrenze von Aizenay und Beaulieu-sous-la-Roche als rechter Nebenfluss in den Jaunay. In ihrem Oberlauf quert die Boëre die autobahnähnlich ausgebaute Départementsstraße D948.

## Orte am Fluss
(Reihenfolge in Fließrichtung)
- La Prefinière, Gemeinde La Genétouze
- La Boisnière, Gemeinde Venansault
- La Mazurie, Gemeinde Venansault
- La Perrussière, Gemeinde Aizenay
- La Cosnière, Gemeinde Beaulieu-sous-la-Roche
- Les Gats, Gemeinde Aizenay
- La Cessière, Gemeinde Aizenay
- La Vilnière, Gemeinde Beaulieu-sous-la-Roche